# Erich Schultze (Jurist, 1880)
Erich Schultze (* 27. Juni 1880; † 6. Juni 1947 im Speziallager Nr. 1 Mühlberg/Elbe) war Senatspräsident am Reichsgericht.

## Leben
Der Sohn eines evangelischen Bauern bestand beide Staatsprüfungen (1904, 1910) mit „ausreichend“. 1910 wurde er Gerichtsassessor und im April 1914 Landrichter in Beuthen/OS. Am Ersten Weltkrieg nahm er zuletzt als Hauptmann der Reserve im November 1918 teil. 1922 ernannte man ihn zum Landgerichtsdirektor am Landgericht Berlin I. Er war Hilfsrichter beim Reichsgericht seit 1931 und ab dem 1. Januar 1933 Reichsgerichtsrat. Er war im IV. und III. Strafsenat tätig. 1937 wurde er zum Senatspräsidenten des I. Strafsenats ernannt. Er verblieb dort bis 1945. 
Schultze machte sich im Oktober 1933 Gedanken über den „Richter und Staatsanwalt im Dritten Reich“. Er war bereits 1933 für die Bestrafung von „Rasseverrat — d. i. kurz gesagt die Vermischung eines Deutschen mit Angehörigen bestimmter gesetzlich bestimmter Rassen—, Rassegefährdung — d. i. der Verstoß gegen Gesetze zum Schutz der Rasse —, Verletzung der Rassenehre — d. i. der öffentliche und schamlose Verkehr mit Farbigen“ oder für den strafrechtlichen Schutz des Führerprinzips: „Wegen Führertreubruchs ist mit schwerer Strafe zu belegen, wer das besondere Vertrauen, das durch Übertragung eines hohen Führeramtes im Staate oder in der NSDAP in ihn gesetzt ist, gröblich mißbraucht“.

## Parteimitgliedschaften
- Sommer 1919–Sommer 1922 Beamtenpartei
- 1919–1924 DNVP
- Ab 1. Mai 1933 NSDAP (Mitgliedsnummer 2.983.839)

## Ehrungen
- Eisernes Kreuz II. und I. Klasse im Ersten Weltkrieg
- 20. April 1938 Silbernes Treuedienst-Ehrenzeichen
- 28. Februar 1941 Goldenes Treuedienst-Ehrenzeichen
- Kriegsverdienstkreuz II. Klasse

## Quelle
- Friedrich Karl Kaul, Geschichte des Reichsgerichts, Band IV (1933–1945), Ost-Berlin 1971, S. 291f.
- Klaus-Detlev Godau-Schüttke: Der Bundesgerichtshof - Justiz in Deutschland -, Berlin 2005, S. 46f.